# Ligue hanséatique flamande de Londres
La ligue hanséatique flamande de Londres, également connue sous le nom de Ligue hanséatique de Londres, est une ancienne association professionnelle de marchands, appelé hanse ou anse au Moyen Âge, issus des villes flamandes qui faisaient du commerce avec Londres, au Royaume-Uni. L'organisation, particulièrement active au XIIIe siècle, fut la première association de ce type.

## Contexte
Au XIIe siècle, il existait deux ligues hanséatiques dans le Comté de Flandres. Celle de Gand commerçait en Rhénanie, et celle de Saint-Omer avec l'Angleterre et la France.

## Histoire
Fondée au début du XIIIe siècle (entre 1212 et 1241), la ligue hanséatique flamande de Londres se concentrait sur le commerce avec l'Angleterre et l'Écosse. Son objectif était de garantir un cadre juridique aux commerçants. La ligue était organisée depuis Bruges et Ypres, dans la province de Flandre-Occidentale. La ligue déclinera vers la fin du XIIIe siècle. Bruges préserva sa réputation grâce à son influence politique. Les membres de la ligue, dans les années 1281 à 1299 comptent 199 membres. La ligue disparait au début du XIVe siècle.

## Membres
Les quinze villes commerçantes qui étaient affiliées à la Ligue hanséatique flamande de Londres étaient : Bruges, Ypres, Diksmuide, Aardenburg, Lille, Oudenburg, Oostburg, Damme, Torhout, Furnes, Tournai, Orchies, Bailleul, Poperinge et Bergues. Ces villes avaient droit à un certain nombre de représentants en fonction de leur taille et de leur importance économique.